# Paseo de las Heroínas
El Paseo de las Heroínas es un conjunto escultórico ubicado en la avenida Paseo de la Reforma de la Ciudad de México. Es un proyecto que surgió en 2020 dedicado a honrar a las mujeres que han contribuido significativamente a la historia de México. Se inauguró oficialmente el 5 de marzo de 2023 por la Jefa de Gobierno de la Ciudad de México, Claudia Sheinbaum, con la develación de la estatua de Dolores Jiménez Muro. La ceremonia contó con la presencia de cinco gobernadoras de la República.

## Antecedentes
El Paseo de la Reforma comenzó como una avenida con 4 km de largo, inspirado en las grandes ciudades Europeas, que ya contaban con estéticas y elegantes avenidas.

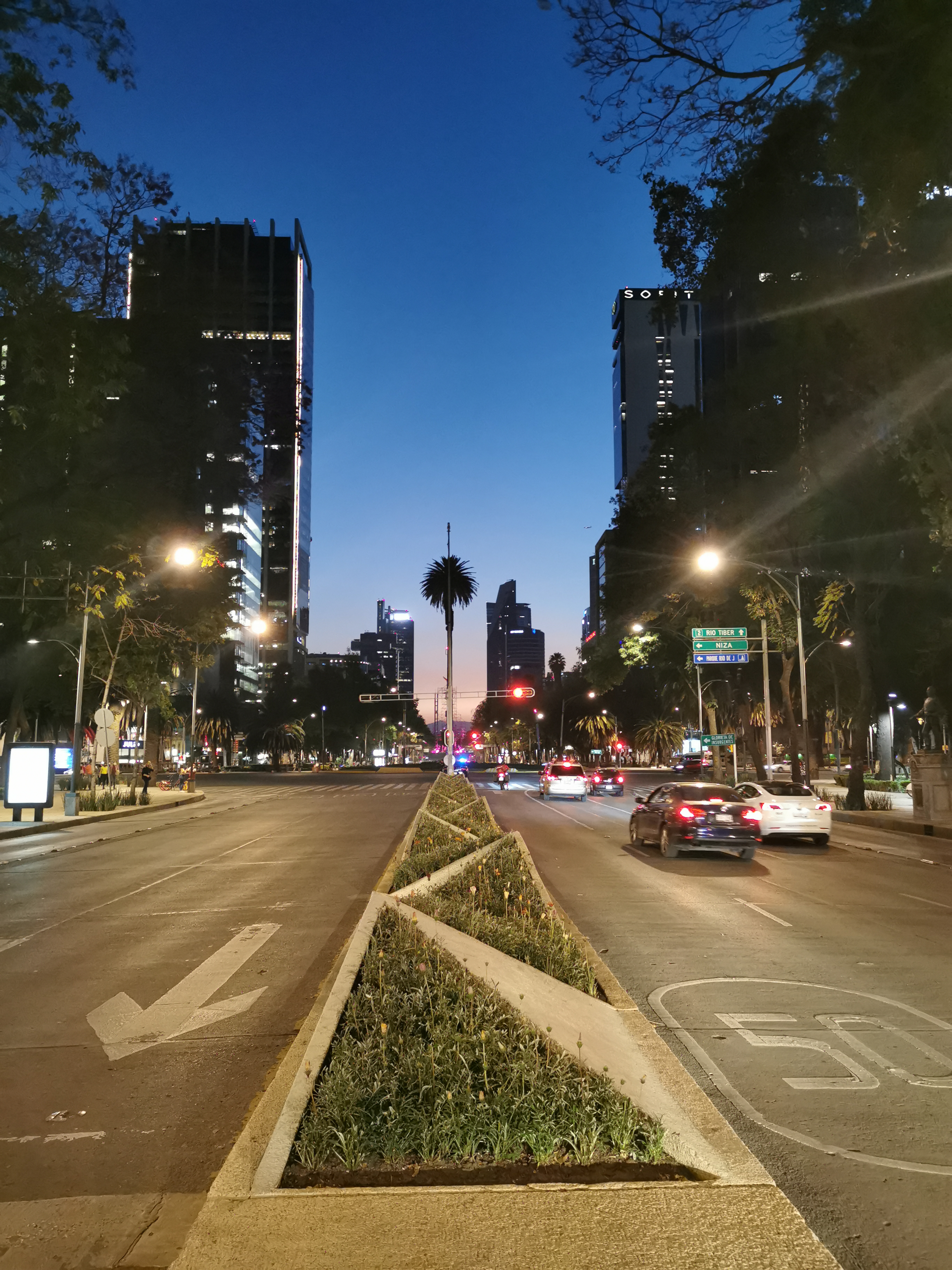
Av. Paseo Reforma

Es una de las avenidas más importantes y emblemáticas de la Ciudad de México, originalmente se llamaba Paseo de la Emperatriz o Emperador ya que su elaboración fue gracias al mandato de Maximiliano I en el segundo imperio mexicano. Este lugar tuvo modificaciones posteriores a su nombre, durante el mandato de Juárez este cambió su nombre a Paseo Degollado en honor a Santos Degollado, fue en el mandato de Sebastián Lerdo de Tejada que cambia su nombre a como se conoce hoy debido al proceso de Reforma que le adjudica su nombre.
En 1887 se colocaron  en Paseo de la Reforma las esculturas de distintas personas desde diferentes estados que aportaron algo a la historia del país. Entre esas esculturas no se encontró alguna de una mujer, y el rostro femenino que podía distinguirse no iba más allá de la Victoria alada (llamada Ángel de la Independencia) y la Diana Cazadora las mujeres no tuvieron un espacio para verse representadas en una de las avenidas más importantes de México. Más tarde sería Porfirio Díaz quien daría al espacio sus principales elementos que hoy en día perduran y que gracias a él pudiera terminar por concretarse en 1910, pues en ese año se coloca en el lugar el Monumento a la Independencia.
Fue Porfirio Díaz quien, en  su política de modernización y embellecimiento decidió consolidar el proyecto de embellecer. Fue en esta tiempo que sobre la Avenida se decidió plasmar una serie de monumentos  escultóricos que recordaran las épocas y personajes históricos de la nación (Cristóbal Colón y Cuauhtémoc fueron los primeros) cada uno encabezando una glorieta.
Con los años la avenida fue ensanchada, se permitieron diversos usos de suelo y se convirtió en un punto de encuentro cultural, comercial y político. El concepto del Paseo de la Reforma ha representado la modernización y un enfoque de embellecimiento para la Ciudad.

## Descripción
Este conjunto escultórico está compuesto por un total de 14 estatuas elaboradas en bronce, las cuales están montadas sobre réplicas de basamentos labrados en piedra de 1.75 metros de alto y 60 centímetros de ancho por 63 centímetros de fondo.
Las estatuas están colocadas desde el Monumento a la Independencia hasta la Puerta de los Leones.
Previo a la creación de las estatuas, las autoridades realizaron una invitación a los ciudadanos para que donaran llaves antiguas, las cuales serían utilizadas como materia prima para la forja de las estatuas.

La primera estatua revelada corresponde a Leona Vicario siguiéndole las estatuas de las llamadas Forjadoras Anónimas Margarita Maza, Gertrudis Bocanegra, Josefa Ortiz, Agustina Ramírez Heredia, Sor Juana Inés de la Cruz, Carmen Serdán, Matilde Montoya, Sara Pérez Romero, Dolores Jiménez y Muro, Hermila Galindo, Elvia Carrillo Puerto y Juana Belén Gutiérrez. El mensaje que estas estatuas llevan es el de la reivindicación de la mujer y el papel que esta posee en los derechos que como ciudadanos hoy tenemos

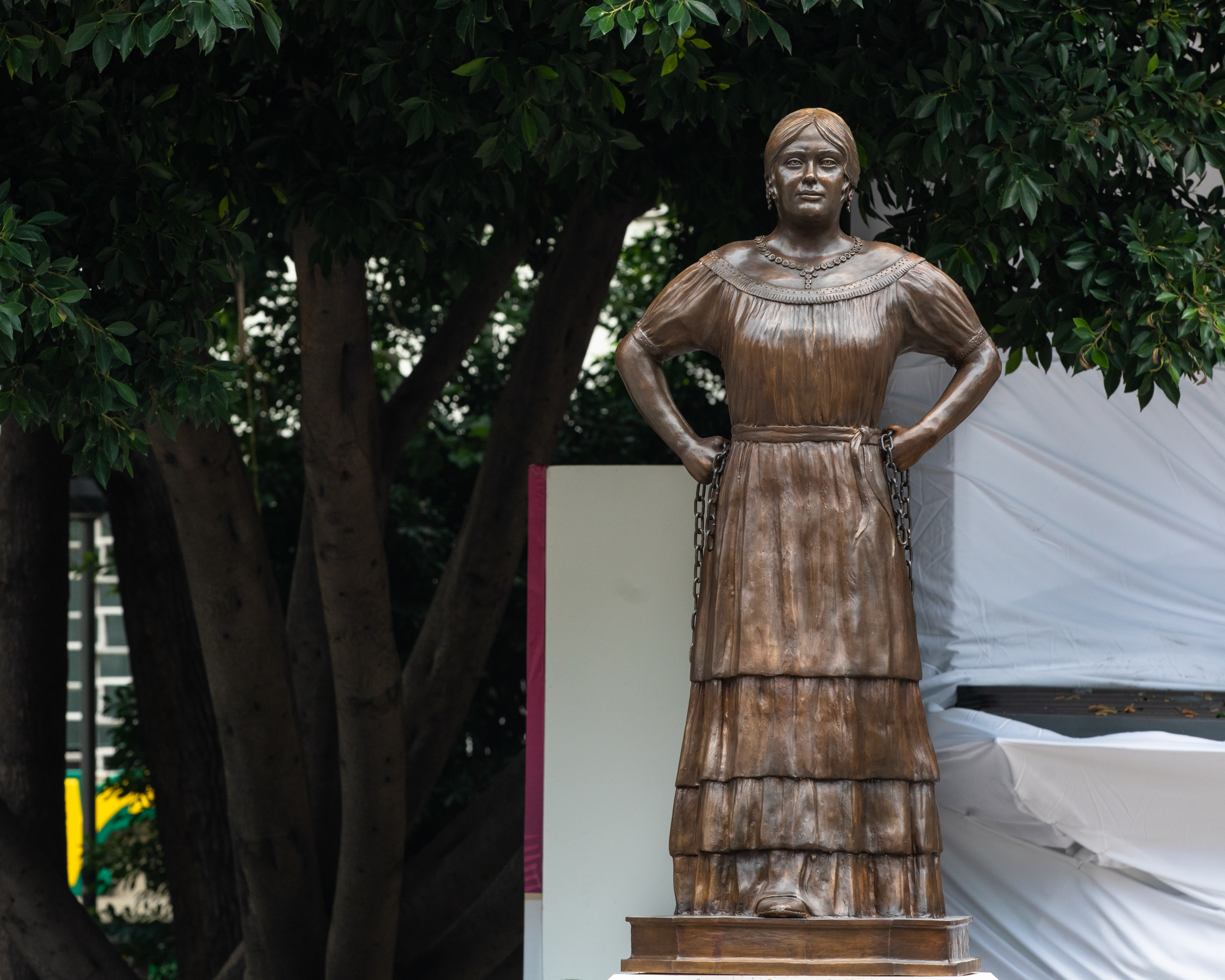
Estatua Leona Vicario en el Paseo de las Heroínas

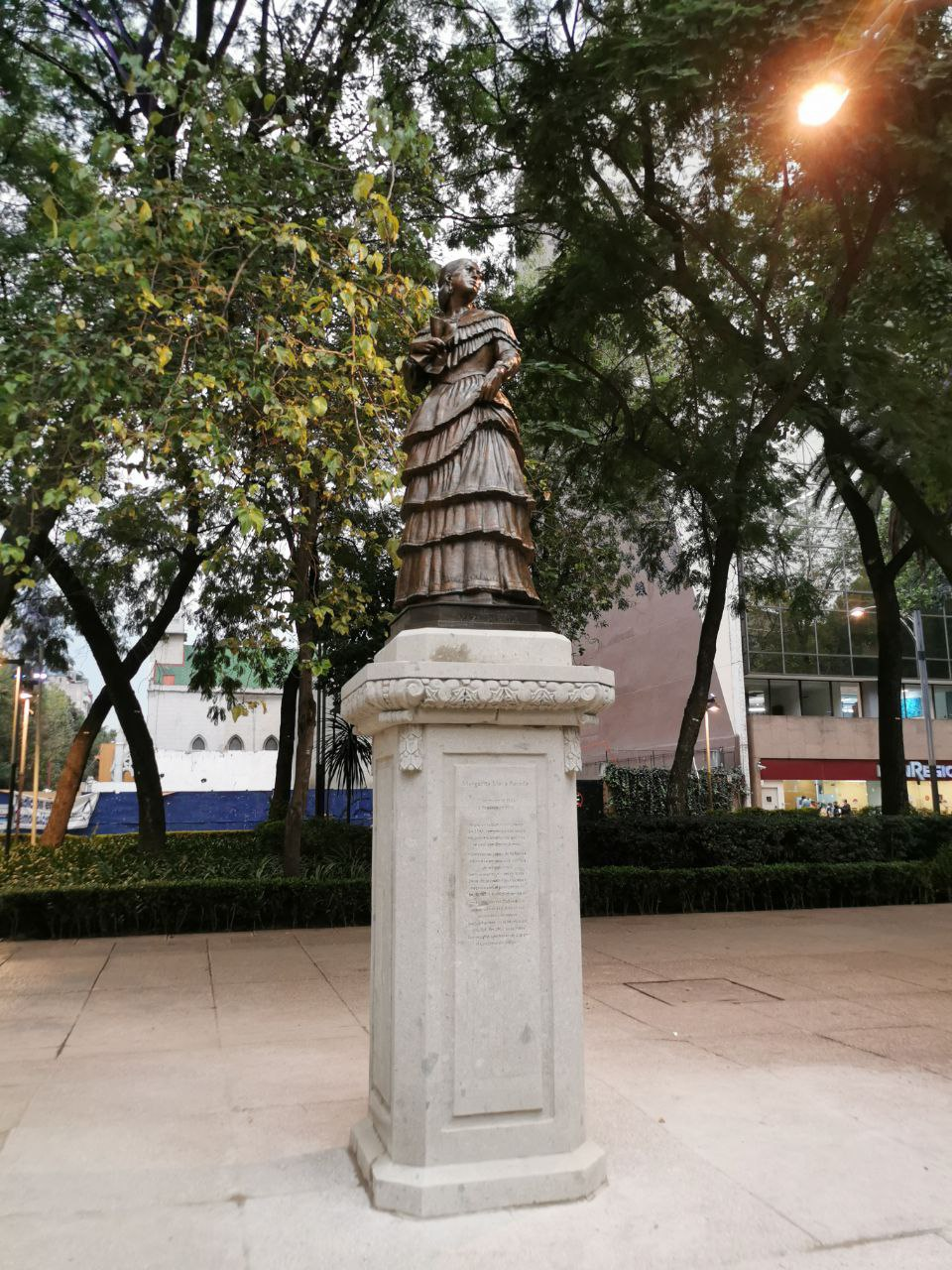
Estatua Margarita Maza

Este simbólico inicio de colocar estatuas de heroínas de México a lo largo de Paseo de la Reforma es parte también de este mandato popular […] (Sheimbaum,2020)
Esta fue una colaboración entre el INBA e INAH que junto con el secretario del real Alfonso Suárez del Real tratando de seguir la visión que una vez planteó el periodista decimonónico Francisco Sosa; quien siempre buscó colocar una estatua en honor a la Corregidora Josefa Ortiz de Domínguez y de Sor Juana Inés de la Cruz, sin embargo el machismo imperante del siglo XIX impidió que esa visión se concluyera.

### Figuras del Paseo de las Heroínas
Margarita Maza
Nació el 29 de marzo de 1826 en la ciudad de Oaxaca; murió en la Ciudad de México en 1871.  En su tiempo la educación que recibió fueron los buenos hábitos del hogar ; labores domésticos como costura, bordado y música  así como manuales Tuvo labor  de ayuda con los pobres  mientras apoyaba a su esposo el presidente Benito Juárez en su proyecto de Nación, Fue una colaboradora del proyecto liberal y republicano que lideraba su marido. de su vida vio en la necesidad de sacrificarse por ese bien y la generación llamada generación de la Reforma en un país dividido entre liberales y conservadores, a esto se le cuma que se enfrentaba el país al panorama de violencias extranjeras. Tuvo 12 Hijos Manuela, Felicitas, Margarita, Guadalupe, Soledad, Amada, Benito, las gemelas María de Jesús y María Josefa, José María, Jerónima Francisca y Antonio.
Gertrudis Bocanegra
Mujer novohispana, nacido Pátzcuaro Michoacán (1765), Nueva España, hija de comerciantes pertenecientes a la clase media. Fue una ávida lectora de escritores de la ilustración. Bocanegra tuvo acceso a conocimientos prohibidos para las mujeres de su tiempo, mismos conocimientos de orígenes liberales e independentistas influyeron en su ideología, lo que la llevó a adherirse a la causa cuando estalló la guerra. Heroína de la guerra de Independencia, apoyando el movimiento como espía de Pátzcuaro a Tacámbaro( creó una fuerte red de comunicación entre las principales sedes del movimiento independendentista), hasta que fue descubierta, arrestada y sentenciada a muerte. Aunque fue obligada por medio de tortura a delatar a sus compañeros ella no dio información de las fuerzas independentistas. Estuvo casada con Pedro Avíncula de Vega (soldado de las tropas provinciales de Michoacán), Sus hijos se unión al movimiento de Miguel Hidalgo.
Josefa Ortíz de Domínguez
Heroína insurgente nacida en 1768,  en la ciudad de Valladolid, hoy Morelia. Se educó en el Colegio de San Ignacio de Loyola, donde se enseñaba a leer, escribir, bordar y contar. Fue parte del movimiento de independencia en las juntas conspirativas en Querétaro. Su esposo fue el corregidor Miguel Domínguez. A riego de ser descubierta y capturada, hizo llegar a Hidalgo y a otros conspiradores  que los planes habían sido descubiertos. Al margen de sus quehaceres domésticos, Josefa se mostró interesada en los problemas de la clase criolla que se gravaron por las Reformas Borbonas . Defendió sus intereses de clase y también abogó por las clases indígenas, haciendo que se reconocieran sus derechos y aprovechó la posición de su esposo para hacer varios actos de caridad.
Sor Juana Inés de la Cruz
Nació en una Hacienda de San Miguel Nepantla en 1648. Mostró una habilidad para el aprendizaje a temprana edad; aprendió a escribir a los tres años y a los 7 pedía ya ir a la Universidad. Vivió con su abuelo Pedro Ramírez y al morir el en 1656 vivió con su hermana María Ramírez. Sor Juana aprendió de escritores clásicos, romanos y griegos. Harta de la vida cortesana decide entrar en el convento "para la total negación que tenía al matrimonio era lo más decente que podía elegir en materia de la seguridad de mi salvación” quedándose en la orden de las San jerónimas en 1669.Realizó oficios de contadora y archivista, conservó 4,000 volúmenes, instrumentos musicales, mapas, apartaos de astronomía, mitología, historia etc.
Leona Vicario
Nació el 10 de abril de 1789  y murió el 21 de agosto de 1842. Gracias ala posición de su familia, y a los bienes heredados, Leona Vicario estudia Bellas Artes y Ciencias; gracias a esto desarrolló un sentido crítico frente al mundo y empezó a desarrollarse en el periodismo. Publicó diarios como El Patriótico Americano, El Federalista, El Ilustrador Americano: donde los insurgentes vieron su trabajo y se pusieron en contacto con ella, Cuando la guerra estalló elle estuvo llevándoles reportes de lo que sucedía en le Capital y ayudó con ciertos bienes. Se casó con Andrés Quintana Roo.
Dolores Jiménez Muro
Maestra y revolucionaria nacida el 7 de junio de 1850 en Aguascalientes , activista social y militante en el ejército de Emiliano Zapata. Creció en un hogar liberal recibiendo buena educación, la cual alimentó su gustó por la lectura y la cultura llevándola a ser profesora en el periodo de Juárez ; cuyos principios se apoyaban en el liberalismo republicano. Escribió varios versos donde rechazaba el intervencionismo y apuntaba a una patria soberana, libre y justa. De 1873-1889 florece un grupo de periodistas que hicieron una publicación de 4 ediciones titulada Las Hijas de Anáhuac; donde difundían aspectos sociales y culturales que fueron pilares para el periodismo crítico y denuncia contra una dictadura porfirista.
Matilde Montoya
Nació el 14 de marzo de 1857 y murió en 1938 en la Ciudad de México. Abrió el camino a la medicina, la ciencia y el saber para muchas mexicanas. Comenzó como partera en la Nacional de Medicina. Matilde Montoya se convirtió en la primera mujer médica de México; su trabajo despertó opiniones divididas entre quienes apoyaban el camino que había empezado a abrir para las mujeres y quienes cuestionaban la validez de su esfuerzo, Se especializó como Médica Cirujana en Obstetricia. En varias ocasiones los prejuicios en la facultad de medicina hacia que dichos estudios los practicaran mujeres(particularmente las disecciones). Montoya pese a esto hizo avances que hoy en día son reconocidos en el campo donde se especializó.
Juan Belén Gutiérrez
Nació el 27 de noviembre de 1875 en San Juan del Río, Durango. En 1897 empieza a trabajar en la zona minera de Chihuahua como colaboradora e los periódicos de oposición al porfirismo El diario del Hogar y El Hijo de Ahuizote; ahí vive su primer encierro  por las publicaciones que hacía. De formación autodidacta es una impulsora del liberalismo de la generación Reforma así como los abusos del porfirismo y la iglesia católica. Fue la primera mujer en  fundar y dirigir un periódico político. Gutiérrez de Mendoza criticó la concentración del poder en el presidente, la sujeción de los legisladores y jueces a su mandato.
Carmen Serdán
Nacida en la ciudad de Puebla de 1873 y Murió en la Ciudad de México en 1948. Fue una mujer con interés en la política y de familia ilustrada. Heroína revolucionaria en 1910, se destacan la fortaleza y la tenacidad de sus carácter y se abrió paso para luchar con la dictadura de Porfirio Díaz. Junto a su hermano abrazaron la parte antirreeleccionista liderada por Francisco I Madero. Cuando su hermano se postuló como presidente en Puebla por el partido antirreeleccionista; ella estuvo a cargo de la propaganda, armas  explosivos por la causa. La lucha de Carmen tras el golpe de Victoriano Huerta se une a la Junta Revolucionaria de Puebla y apoyo  a Venustiano Carranza trabajando en los hospitales militares.
Agustina Ramírez Heredia
Nació el 1 de septiembre de 1813 en Sinaloa. Fue una heroína mexicana que entregó a Benito Juárez 12 de sus 13 hijos para defender a la República de la intervención francesa (Librado, Francisco, José María, Victorio, Antonio, Juan José, Juan Bautista, Jesús, Francisco, Francisco, Apolonio, Segundo). Sus padres fueron José Margarito Ramírez y María Romana Heredia y su esposo fue Severiano Rodríguez. Fue llamada la dama del ropaje negro.
Elvia Carrillo Puerto
Nació en 6 de diciembre de 1878 en la ciudad yucateca de Mutul. Fue alumna de la poeta Rita Cetina Gutiérrez, aprendiendo de ella la igualdad de género y gracias a ella estudió a grandes mujeres como Mary Wollstonecraft, Flora Tristán y Victoria Woodhull. Su activismo fue incansable llevándola a participar en la Liga de de Resistencia Feminista tratando de llamar a todas las mujeres del estado a levantarse y organizarse en asuntos urgentes  como: derecho al voto, higiene, alfabetización, control de la natalidad y la reivindicación de vivir la sexualidad de manera libre. Conocida como Monja Roja por la lucha que llevó a cabo durante la Revolución Mexicana.
Sara Pérez Romero
Nacida en 19 de junio de 1872 en la ciudad de San Juan del Río, Querétaro. Fue una política y activista mexicana esposa de Francisco Ignacio Madero González. Apoyo las actividades de su marido contra el régimen de Porfirio Díaz Mori y estuvo a su lado durante La Batalla de Juárez, que se dio del 8 al 10 de mayo de 1911 en la plaza de Ciudad Juárez, Chihuahua, entre tropas del ejército federal y fuerzas revolucionarias maderistas. Ella se encargó de cuidar a los heridos. Formó parte de un grupo como Carmen Serdán y Aquiles Alatriste que apoyaron el movimiento antirreeleccionista como Las hijas de Cuauhtémoc, fundada alrededor del año 1910, eran feministas que se oponían a la dictadura de Porfirio Díaz y solicitaban su participación activa en política, además de exigir igualdad de género y respeto a los derechos laborales. Presidió el Club caridad y progreso, y fundó la Cruz blanca neutral por la humanidad. Como esposa de Madero arengaba las tropas y organizaba actos proselitistas y festivales a favor de las víctimas del conflicto armado: asistía a a las reuniones de obreros y recibía  a las organizadoras de los clubes políticos. A su muerte, en 1952, los diarios de la época en México la llamaron “Primera Dama de la Revolución”.
Hermila Galindo
Nació un 2 de junio de 1886 en Durango. Después de la Revolución Maderista taquimecanógrafa con el general Eduardo Hay y, al mismo tiempo, se desempeñó como profesora en el Internado Nacional de Estudios Preparatorios y Mercantiles. Se incorporó al Club Abraham González, en el que fue designada como oradora para dar la bienvenida a Venustiano Carranza, encargado del poder ejecutivo en su entrada triunfal a la capital del país el 20 de agosto de 1914. La inteligencia y la elocuencia de la oratoria de la joven impresionaron a Carranza quien la invitó a colaborar con él en calidad de su secretaria particular, trasladándose posteriormente con Carranza a Veracruz, ante la inminente llegada a la capital de las tropas de Francisco Villa y Emiliano Zapata.

## Análisis
El proyecto en sí mismo plantea un mensaje fuerte con respecto a las heroínas que encabezan un desfile por la memoria. Un acto justo que lleva a plantearse interrogantes sobre la historia y sus héroes, el pensar los por qué de que ciertas figuras varoniles, de apariencia convenientemente europea se han convertido en los portadores de la palabra historia. En el análisis que hace la investigación en torno a las perspectivas de las heroínas en la historia sale a la luz la investigación que realizaron Natividad Navalón, Alejandro Mañas, Teresa Cháfer titulada Heroínas de una Sociedad Misógina. Teresa de Jesús Atrincherada en la Morada. Mística en el Arte Contemporáneo se plantea la problemática del poco espacio que se ha dejado para las figuras de las heroínas a lo largo de la historia. La pregunta que se plantean en torno a la representación de la mujer y heroína conlleva pensar en un contexto del siglo XX que desde un inicio en el proyecto tan ambicioso que era construir Paseo Reforma en sus inicios, nunca se consideró a labor que las figuras femeninas habían realizado hasta por expresare y cómo esto tuvo un impacto en el trascurso de la narrativa nacional. El proyecto que se inaugura en 2020 , reconoce la importancia de este legado que debe de ser plasmado para las generaciones del presente y del futuro. Se vuelve un símbolo de lucha por las mujeres que de una u otra forma han dejado su piel por mantener las libertad, la justicia y la igualdad; poco a poco este espacio se transforma en el símbolo de la reivindicación del espacio en la sociedad.

Se describe como un espacio donde no solo se manifiestan las estatuas de mujeres ilustres a simple vista, sino que también se empieza a dar una identificación con las generaciones actuales  que reconocen sus referentes en personajes cercanos: personajes cuya lucha significó la soledad, sacrifico, dedicación, empeño de mujeres que lo dieron todo para que otras pudieran recuperar este espacio que se dota de un sentido de pertenencia. Las estatuas que hoy se erigen serían entonces, como a Mañas y Cháfer lo nombran:
Ellas las mujeres combativas,. Heroínas en una sociedad misógina[...] (Luceño & Dorfstecher, 2015, p. 3)
La historia de México ha estado marcada por figuras heroicas, en su mayoría estos héroes  que se aprenden desde la escuela primaria se adoptan como patrios son masculinos: solo por mencionar algunos que encabezan la lista se encuentran Miguel Hidalgo, Benito Juárez, José María Morelos, Álvaro Obregón etc. Pero la dinámica se transforma cuando hablamos de las heroínas, quienes apenas como figuras de la independencia se nombran a Josefa Ortiz de Domínguez o Leona Vicario como figuras importantes en el movimiento de Independencia, pero la realidad apuntaría a que existieron muchas mujeres con papeles relevantes, solo por mencionar algunos nombres serían  :Carmen Camacho, Gertrudis Bocanegra, la lista seguiría y no puede detenerse con estos 12 nombres que hoy son vistos y leídos.

Raquel Huerta , quien es historiadora y autora de Leonora Vicario en Chilpanzingo ha afirmado que el papel de las mujeres en la  Independencia y Revolución no ha sido debidamente estudiado y mucho menos que ha sido puesto en un lenguaje claro y entendible para los niños y niñas. Parte del trabajo de Huerta se ha enfocado en poner el nombre de algunas heroínas en el mapa; un ejemplo sencillo sería su trabajo de colocar el nombre de Serdán y Vicario dentro del libro llamado" Historias de la Historia( editado por el INAH) este trabajo guarda relación con la reivindicación de las heroínas que están buscando ganarse un lugar y posición.
"Carmen Serdán y las revolucionarias de Puebla es resultado de una investigación realizada por los historiadores Alfredo Hernández Murillo y Pedro Chávez Velásquez, quienes destacaron que la casa de los Serdán fue cateada un par de días antes del estallido de la Revolución, el 18 de noviembre de 1910."(INAH, Febrero de 2012) 
Como lo dicta la cita anterior referente a Carmen Serdán las heroínas se han publicado como abanderadas de movimientos por sus derechos desde los primeros pasos de la vida independiente. Lo que las mujeres aquí expuestas comparten entre ellas es una imposición ante los hechos de la falta de apertura en los hábitos científicos, escolares o incluso críticos y políticos. Podría tomarse como un parteaguas las ideologías liberales; las cuales fueron importantes desde le siglo XIX con Valentín Gómez Farías o figuras como Benito Juárez( quienes secularizaron los establecimientos de utilidad pública se atendiera educación a las mujeres ).Con Sebastián Lerdo de Tejada se introduciría la materia de Pedagogía a la Secundara para señoritas ya existente. A partir del año de 188 surgieron ciertas revistas feministas que fueron cunas de periodistas guerrilleras: como ejemplo podemos poner a Lorena Wright Gozález, que si bien no es una de las mujeres representadas en las estatuas propuso escritos y sufragios para la mujer escribiendo La emancipación de la mujer por medio del estudio( primera revista feminista en México) donde Laureana difundía los avances de las sufragistas. Avances como este fueron pioneros para que las mujeres vieran los caminos a construir para ellas y otras los derechos y la igualdad.
Las imágenes de estas mujeres son una denuncia pública que es parte de este discurso de empoderamiento, el cual busca mirara a las sujetas militantes del siglo XX que surgen en clubes políticos contra la dictadura porfirista. Solo por hacer mención de algunos serían: el Club Liberal Ponciano Arriaga o el que se constituyó en 1906,  la agrupación Admiradoras de Juárez con Eulalia Guzmán, Hermila Galindo y Luz Vera, cuyo objetivo era la obtención del sufragio. El Partido Liberal fue uno de los primeros en apoyar el tema de las mujeres como ciudadanas que desempeñaban labores domésticas que debían de ser remuneradas.